# Trapezicepon thalamitae
Trapezicepon thalamitae är en kräftdjursart som beskrevs av Clements Robert Markham 1985C. Trapezicepon thalamitae ingår i släktet Trapezicepon och familjen Bopyridae. Inga underarter finns listade i Catalogue of Life.